# جابجي خيرا
جابجي خيرا (بالإنجليزية: Japji Khaira)‏ هي ممثلة وعارضة ازياء أسترالية، ولدت في 16 ديسمبر 1985 في لوديانا في الهند.

## وصلات خارجية
- جابجي خيرا على موقع IMDb (الإنجليزية)
- جابجي خيرا على موقع قاعدة بيانات الفيلم (الإنجليزية)